# Dick Harris
Dick Harris (1927 - Den Haag, 11 december 2010) was een Nederlandse artiest, die ruim veertig jaar van zijn leven aan de showbusiness heeft gewijd.
Harris begon als uitvoerend artiest -goochelaar, jongleur, muzikaal begeleider- later als televisieregisseur in binnen- en buitenland en ten slotte als persoonlijk adviseur en manager van Rudi Carrell. Harris heeft verder gewerkt met Lou Bandy, Fred Kaps, de Rolling Stones en Marlene Dietrich.
Ook is hij medeoprichter samen met Jo Brandel van het fameuze REM-eiland in de Noordzee, waar een half jaar is uitgezonden buiten de territoriale wateren, totdat een inderhaast ingediende wetswijziging een einde maakte aan dit avontuur. Velen weten nog de uitzendingen van het sprekende paard mr. Ed. Uniek was de invoering van de reclameboodschappen tijdens de uitzendingen. De Pontiac klok was iedere keer live in beeld, de rest werd iedere dag ingevlogen naar het eiland waar een groep Belgische technici zorgde voor de uitzending. Uiteindelijk is de TROS ontstaan vanuit het REM avontuur.
In 1964 regisseerde hij de “Zilveren Roos van Montreux” uitzending van Rudi Carrell. In deze show was Carrell een soort Robinson Crusoë met als “Vrijdag” een chimpansee en hij kreeg bezoek van een zeemeermin, gespeeld door de toen bekende internationale ster Esther Ofarim.
Belastingproblemen in Duitsland zorgden ervoor dat Harris vluchtte naar een eiland op de Filipijnen (Boracay Island), waar hij meer dan een jaar verbleef.
Op 8 september 2006 werd de biografie over Rudi Carrell gepresenteerd. Tonny Eyk, Dave Parker, Henk van der Meijden en zijn voormalige manager Dick Harris waren hierbij aanwezig in de Kapelkerk in Alkmaar.
- Nederlandse Thesaurus van Auteursnamen: 07297270X
- Virtual International Authority File: 284006416
- WorldCat: E39PBJvcYfkbjHkbX7qTmGkkXd